# Jardin Botanique Val Rahmeh
Der Jardin Botanique Val Rahmeh ist ein öffentlich zugänglicher Park in Menton an der Côte d’Azur, der durch seine geographische Lage klimatisch besonders bevorzugt ist.
Die Anlage wurde ursprünglich von der adligen Familie Monléon aus Menton als landwirtschaftliches Gut angelegt. Diese Familie hinterließ ihre Initialen auf dem alten Tor aus dem Jahr 1875. 1905 wurde das Gelände von Lord Radcliff, ehemals Gouverneur von Malta und seiner Frau Rahmeh erworben und das Gebäude wurde erweitert.
1957 erwarb Miss Maybud Campbell (1900–1982) das Anwesen. Sie vergrößerte den Garten, indem sie einen benachbarten Garten dazuerwarb, der heute über einen Steg mit dem Ersten verbunden ist. Die heutige Gestaltung geht weitgehend auf sie zurück.
Am 3. März 1966 verkaufte sie Val Rahmeh an den französischen Staat, der es dem Ministerium für Bildungs- und Schulwesen übertrug. 1967 wurde der Garten für die Öffentlichkeit zugänglich gemacht. Heute ist der perfekt gepflegte Garten eine Zweigstelle des Naturkundlichen Museums Frankreichs.

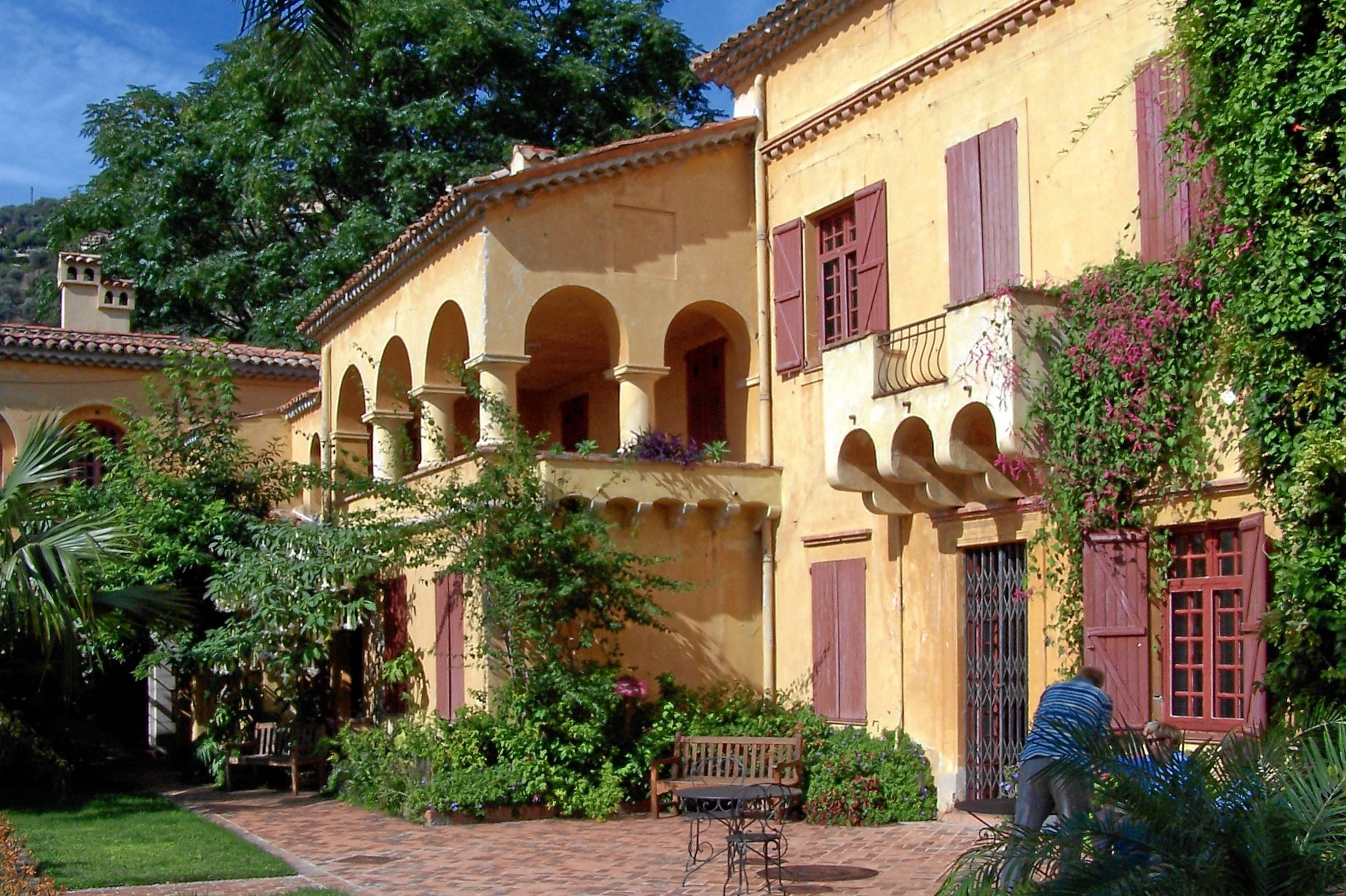
Gutshaus
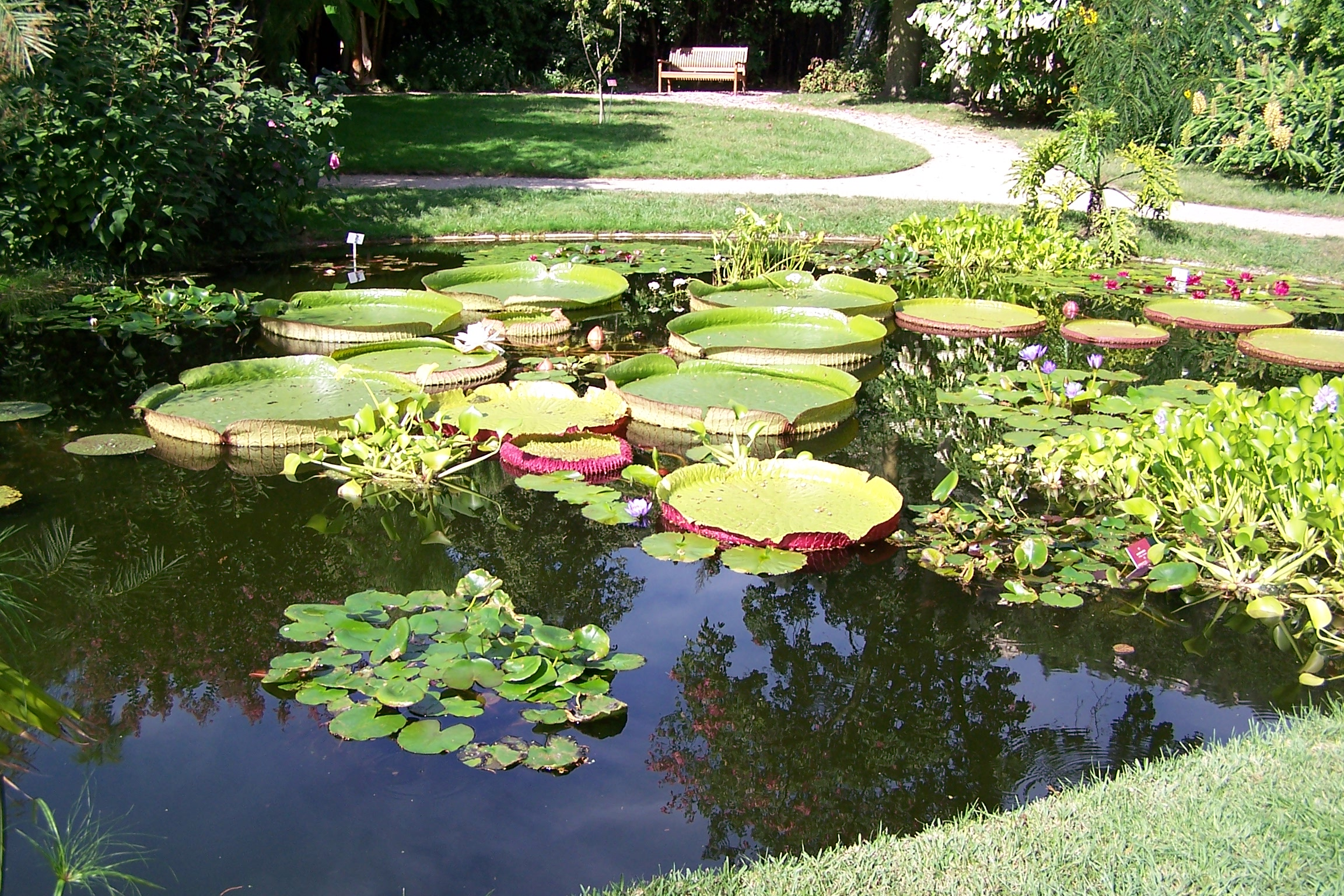
Teich im neueren Teil des Gartens
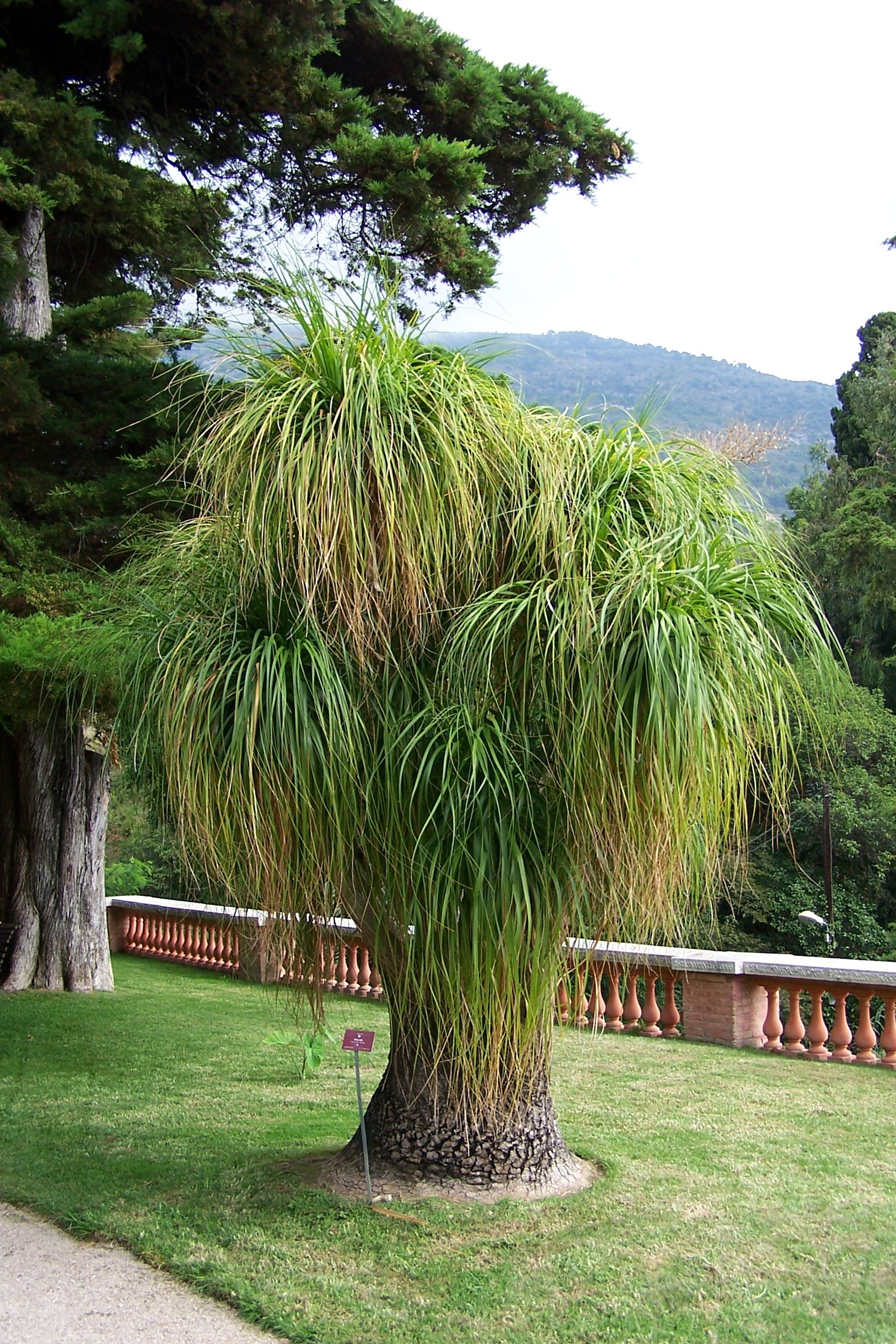
Nolina recurvata am Teich
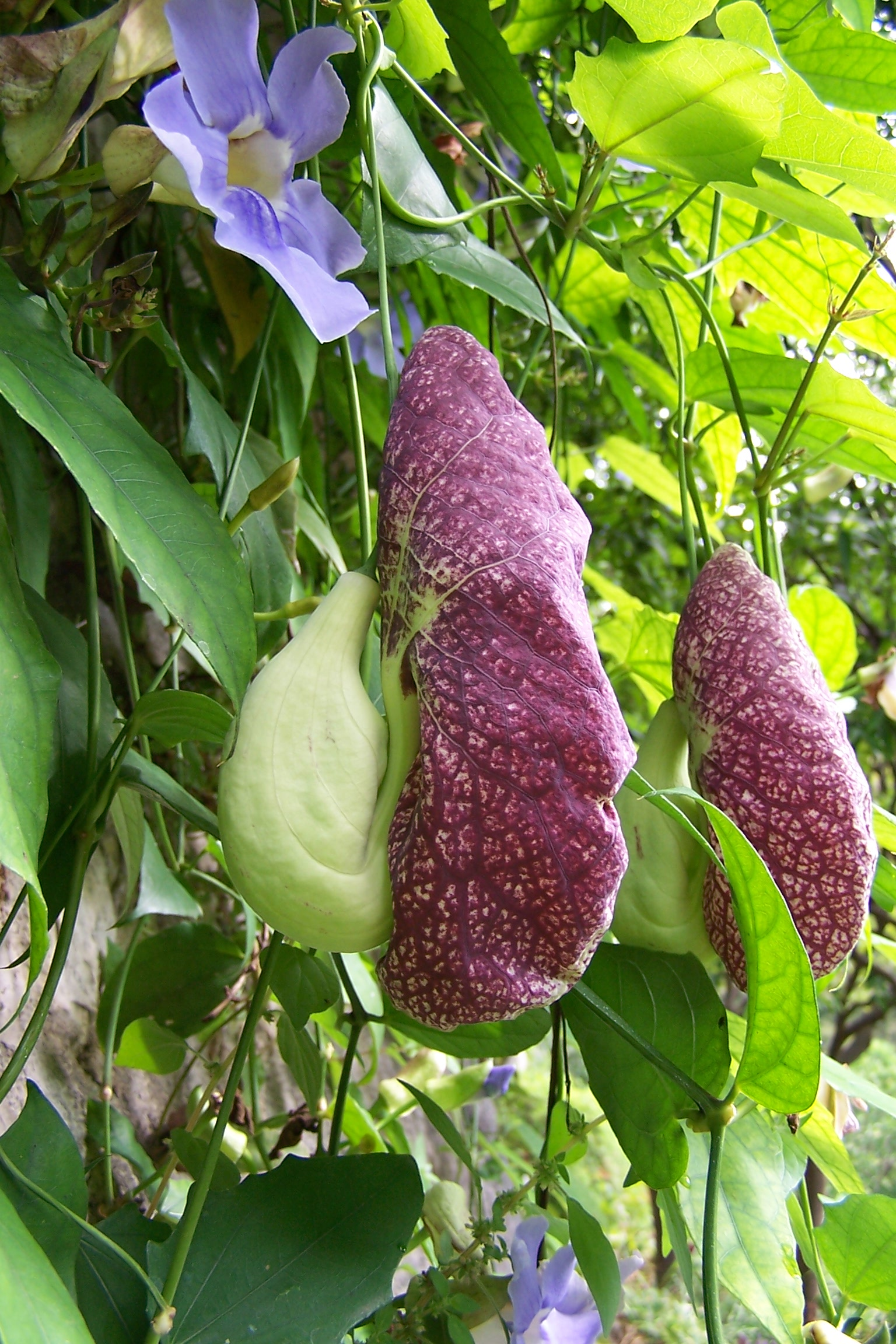
Aristolochia gigantea